# История о Рикки
«История о Рикки» (англ. Story of Ricky, иер. трад. 力王, кант.-рус.: Лик Вон) — гонконгский криминальный боевик 1991 года режиссёра и сценариста Лам Найчхоя. Фильм снят по мотивам манги «Рики-О». Главные роли исполнили Луис Фань, Фань Мэйшэн, Уильям Хо и Юкари Осима.

## Сюжет
К 2001 году все исправительные учреждения были приватизированы. Рикки Хо Ликвон, владеющий боевыми искусствами, музыкант с необъяснимыми сверхчеловеческими способностями, приговорён к десяти годам тюремного заключения за убийство криминального авторитета, косвенно ответственного за смерть его девушки Инъин вследствие падения со здания — её преследовали бандиты как случайного свидетеля их сделки, связанной с наркотиками. В воспоминаниях выясняется, что Рикки в детстве звали Рик, но его дядя, увидев, насколько тот силён, решил, что имя Рикки ему больше подходит. Также становится известно, что у парня в теле несколько пуль, которые он получил во время нападения на криминального босса и которые он отказался удалить, потому что считает их напоминаниями о своих убийствах.
На пожилого заключённого Ма нападает Дикий Кот. Рикки сбивает Кота, который падает лицом на кусок дерева с торчащими вверх гвоздями. После этого один из сокамерников предлагает, чтобы Безумный Дракон, опасный заключённый, страдающий ожирением, расправился с Рикки. Охранники сообщают Ма, что его досрочное освобождение было отменено после того, как Дикий Кот солгал, сказав охранникам, что Ма распространяет грязные тюремные слухи. Убитый горем, Ма совершает самоубийство через повешение. Безумный Дракон нападает на Рикки в душевой, но парень легко убивает противника, выпотрошив его голыми руками. Во время нападения Дикого Кота Рикки сжимает его руки, пока не ломаются все его пальцы, а затем проделывает дыру в его животе, и тот погибает. Парня со сверхспособностями отправляют в изоляцию, где он использует ци для самоисцеления и вспоминает свою девушку и тренировки.
Вскоре один из Четырёх Небесных Королей Ву Хой, лидер Северного Блока, предлагает Рикки встретиться с помощником начальника тюрьмы Змеиным Глазом Танем. Надзиратель стреляет в заключённого из пистолета, но Рикки отбивает пулю и в ответ ударяет кулаком по воздуху так сильно, что Тань начинает истекать кровью. После этого противостояния Тань предлагает Ву Хою убить Рикки. За пределами тюремного двора Ву Хой и Рикки вступают в драку. Потеряв глаз из-за пощёчины Рикки, соперник прорезает себе дыру в животе и использует свои кишки, чтобы задушить Рикки, но тот вырывается, подбрасывает Ву Хоя в воздух и наносит смертельный удар по его черепу. Вскоре Рикки обнаруживает, что «Банда четырёх» на территории тюрьмы выращивает опиум для получения прибыли. Вон Чхюнь, лидер Западного Блока, видит, как Рикки сжигает маковый сад. Пак Сань, лидер Южного блока, бросает в парня иглы, которые сковывают его. Тем временем охранники сообщают Таню, что начальник тюрьмы возвращается из отпуска, из-за чего он поднимает тревогу, в результате чего система защиты стреляет в любого, кто находится за пределами камеры, независимо от его статуса. Во время продолжающейся схватки появляется Тхай Сань, лидер Восточного Блока, объявляя о своём намерении сразиться с Рикки, но уходит вместе с остальными лидерами, как только звучит сигнал тревоги. «Банда четырёх» пытается убедить младшего брата Ву Хоя отомстить за его смерть, но тот отказывается, и ему отрезают половину лица.
На следующий день начальник тюрьмы и его избалованный тучный сын возвращаются из отпуска. Тань сообщает ему о происшествиях, в том числе о маковом саду. Услышанное приводит надзирателя в ярость, и тот начинает превращаться в грозное существо, но принимает лекарства и приходит в норму. Пока надзиратель мучает и допрашивает Рикки, Тарзан прорывается сквозь стену, чтобы сразиться с парнем. Рикки расчленяет половину левой руки соперника и ломает ему нижнюю челюсть. Начальник тюрьмы активирует снижение потолка, чтобы раздавить Рикки. Тарзан приходит в сознание и сдерживает потолок, непреднамеренно спасая Рикки, но в итоге погибает под ним. Рикки удаётся выбраться из ловушки, но начальник тюрьмы приказывает заключённым закопать парня заживо, чему они неохотно подчиняются. Надзиратель объявляет об освобождении парня, если тот продержится неделю. Рикки выживает, поедая собачье мясо, но ему отказывают в освобождении. Позже той же ночью заключённый Фредди приносит Рикки еду. Другой заключённый докладывает об этом Таню, который впоследствии смертельно ранит Фредди. Затем Тань открывает камеру Рикки, чтобы поиздеваться над ним, используя труп Фредди. Однако Рикки удаётся вырваться из камеры, обещая изувечить и расправиться с убийцами Фредди, что он и делает впоследствии. Затем сокамерники восстают и устраивают засаду на Таня, отрубая ему руку. На место выдвигается группа по борьбе с беспорядками в бронежилетах и с щитами, но Рикки с лёгкостью делает дыры в их телах.
На кухне Рикки, заключённые и Тань проламывают стену. Начальник тюрьмы стреляет в Таня, после чего тот надувается, и его разрывает на части. Вон Чхюнь в паре с Пак Санем атакуют Рикки, но он связывает конечности первой, а Пак Сань, понимая превосходство соперника, убегает, но надзиратель расстреливает его.  Начальник тюрьмы пытается выстрелить в Рикки, но вспоминает, что тот невосприимчив к пулям. Он демонстрирует, что тоже знает боевые искусства и также ходил в школу Рикки, и теряет самоконтроль, превращаясь в грозное огромное существо, после чего сражается с парнем в кулачном бою. Рикки калечит и засовывает противника в мясорубку, превращая его в фарш. Снаружи заключённые снова восстают и начинают атаковать охранников, пока Рикки не достигает тюремной стены, бросая голову надзирателя в напуганных охранников и ударом разбивая стену. Парень объявляет заключённым, что все они теперь свободны. Рикки покидает тюрьму и уходит вдаль.

## В ролях
| Актёр          | Роль                  |
| -------------- | --------------------- |
| Луис Фань      | Рикки Хо Ликвон       |
| Фань Мэйшэн    | Змеиный Глаз Тань     |
| Уильям Хо      | начальник тюрьмы      |
| Юкари Осима    | Вон Чхюнь (Могила)    |
| Чан Каньвин    | старик Ма             |
| Чань Куокпон   | Са                    |
| Коити Сугисаки | Тхай Сань (Тарзан)    |
| Чань Чилён     | Ву Хой                |
| Чань Кин       | Пак Чук (Сколопендра) |
| Куок Чаньфун   | Куон                  |
| Вон Чикён      | Куань Тоу             |
| Вон Куоклён    | сын начальника тюрьмы |
| Вон Куайхун    | Пак Сань              |
| Лам Кхайвин    | Сань Мау (Дикий Кот)  |
| Тэцуро Тамба   | дядя Синькуай         |
| Глория Ип      | Инъин                 |

## Критика
На сайте-агрегаторе рецензий Rotten Tomatoes у фильма 89 % положительных отзывов кинокритиков на основе 9 рецензий со средней оценкой 7,20 из 10, при этом общий зрительский рейтинг составляет 85 % и оценку 4,1 из 5. Борис Хохлов из hkcinema.ru оценивает фильм в 6,0 баллов из 10, отмечая, что несмотря на плохие диалоги, сюжет и драматургию, картину ценят за смелость и фантазию.